# Non siamo più quelli di Mi fist
Non siamo più quelli di Mi fist è il settimo album in studio del gruppo musicale italiano Club Dogo, pubblicato il 9 settembre 2014 dalla Universal Music Group.

## Descrizione
Prodotto interamente dal beatmaker del gruppo Don Joe, l'album è stato registrato a Los Angeles da Marco Sonzini agli Speakeasy Studios e missato da Demacio "Demo" Castellon; il titolo dell'album è una citazione relativa al primo album in studio del gruppo Mi fist (2003). Rispetto all'album precedente, Non siamo più quelli di Mi fist contiene soltanto quattro collaborazioni con altri artisti: il chitarrista dei Negramaro Lele Spedicato nel brano d'apertura Sayonara, il rapper Entics in Quando tornerò e i cantanti Arisa e Cris Cab, i quali hanno contribuito vocalmente rispettivamente in Fragili e in Start It Over.

## Promozione
Il primo singolo estratto dall'album è stato Weekend, pubblicato digitalmente il 2 giugno. Il 25 luglio è invece uscito il secondo singolo Fragili, realizzato in duetto con la cantante italiana Arisa. Il 29 agosto è stato pubblicato il trailer per il brano Sayonara, realizzato insieme a Lele Spedicato dei Negramaro e reso disponibile per il download digitale sull'iTunes Store il 2 settembre; il videoclip è stato pubblicato due giorni più tardi.
In contemporanea alla pubblicazione della versione standard, il gruppo ha pubblicato anche un'edizione deluxe che racchiude un DVD aggiuntivo contenente il documentario Dogo in LA e l'esibizione dal vivo all'Arena di Verona del 14 luglio 2014.
Il 3 novembre il gruppo ha pubblicato per il download gratuito una versione dal vivo del brano Saluta i king, mentre quattro giorni più tardi è stato invece pubblicato il terzo singolo Sai zio. Il quarto singolo estratto dall'album è Start It Over, realizzato in duetto con Cris Cab ed entrato in rotazione radiofonica a partire dal 27 marzo 2015.
Il 5 maggio 2015 è stata pubblicata una riedizione dell'album, sottotitolata The Complete Edition e costituita da tre CD e un DVD. Il primo disco racchiude i brani della versione standard dell'album, il secondo è costituito da nuove versioni dei brani con la partecipazioni di ospiti vari, mentre il terzo contiene l'audio del concerto tenuto al gruppo all'Alcatraz di Milano; il DVD contiene invece due concerti, il documentario Dogo in LA e tutti i video musicali del gruppo pubblicati tra il 2014 e il 2015.

## Tracce
1. Sayonara (feat. Lele Spedicato "Negramaro") – 2:47
2. Saluta i king – 3:28
3. Weekend – 3:41
4. Sai zio – 3:16
5. Soldi – 4:29
6. Fragili (feat. Arisa) – 4:25
7. Siamo nati qua – 4:02
8. Lisa – 3:25
9. Zarro! – 4:24
10. Start It Over (feat. Cris Cab) – 3:15
11. Dicono di noi – 3:51
12. Quando tornerò (feat. Entics) – 3:32
13. Un'altra via non c'è – 4:34
14. Dieci anni fa – 3:38

DVD bonus nell'edizione deluxe
1. Dogo in LA (Il docu-film) – 22:34
2. Dogo Live @ Hip Hop TV Arena

Contenuto bonus nella The Complete Edition
- CD 2

1. Dieci anni fa Remix (feat. Fabri Fibra) – 4:32
2. Saluta i king Remix (feat. Gemitaiz & MadMan) – 4:43
3. Start It Over (feat. Cris Cab) (Takagi & Ketra Remix) – 3:08
4. Weekend (Big Charlie Remix) – 3:31
5. Fragili (feat. Arisa) (Pink Is Punk & TheRio Remix) – 3:55
6. Siamo nati qui (Aquadrop Remix) – 3:24
7. Sai zio Remix (feat. Emis Killa) – 4:14
8. Zarro! Remix (feat. Maruego) – 5:42
9. Quando tornerò (Acoustic Version) – 3:27

- CD 3

1. o (Alcatraz Live 2015) – 5:10
2. Voi non siete come noi (Alcatraz Live 2015) – 3:16
3. Saluta i king (Alcatraz Live 2015) – 2:56
4. Weekend (Alcatraz Live 2015) – 4:09
5. Sayonara (Alcatraz Live 2015) – 2:58
6. Il mio mondo, le mie regole (Alcatraz Live 2015) – 2:34
7. Soldi (Alcatraz Live 2015) – 4:05
8. All'ultimo respiro (Alcatraz Live 2015) – 4:17
9. Brucia ancora (Alcatraz Live 2015) – 3:05
10. Il ragazzo d'oro (Alcatraz Live 2015) – 2:05 – originariamente interpretata da Gué Pequeno
11. Inno nazionale (Alcatraz Live 2015) – 1:29 – originariamente interpretata da Jake La Furia
12. Brivido (Alcatraz Live 2015) – 2:09 – originariamente interpretata da Gué Pequeno
13. Gli anni d'oro (Alcatraz Live 2015) – 1:52 – originariamente interpretata da Jake La Furia
14. Zarro! (Interlude) (Alcatraz Live 2015) – 0:49
15. Per la gente (Alcatraz Live 2015) – 3:43
16. Chissenefrega (Alcatraz Live 2015) – 2:59
17. Sai zio (Alcatraz Live 2015) – 3:50
18. Puro bogotà (Alcatraz Live 2015) – 2:49
19. Tornerò da re (Alcatraz Live 2015) – 3:23
20. P.E.S. (feat. Giuliano Palma) (Alcatraz Live 2015) – 3:52
21. Dieci anni fa (Alcatraz Live 2015) – 3:24
22. Una volta sola (Alcatraz Live 2015) – 2:42
23. Lisa (Alcatraz Live 2015) – 3:41
24. Fragili (feat. Arisa) (Alcatraz Live 2015) – 5:12

- DVD

1. Alcatraz Live 2015
2. Live @ Fabrique, Anteprima Tour 2014
3. Dogo in LA (Il docu-film) – 22:34
4. Video (Weekend, Fragili, Sayonara, Soldi, Sai zio, Lisa, Start It Over)

## Formazione
Gruppo
- Gué Pequeno – voce
- Jake La Furia – voce
- Don Joe – campionatore, programmazione, voce

Altri musicisti
- Emanuele "Lele" Spedicato – chitarra (traccia 1)
- Arisa – voce aggiuntiva (traccia 6)
- Cris Cab – voce aggiuntiva (traccia 10)
- Entics – voce aggiuntiva (traccia 12)

Produzione
- Don Joe – produzione
- Jason Rooney – coproduzione
- Marco Sonzini – registrazione
- Andrea "DB Debernardi – registrazione
- Demacio "Demo" Castellon – missaggio
- Mark Christensen – mastering

## Classifiche
| Classifica (2014) | Posizione massima |
| ----------------- | ----------------- |
| Italia            | 1                 |